# Marzo

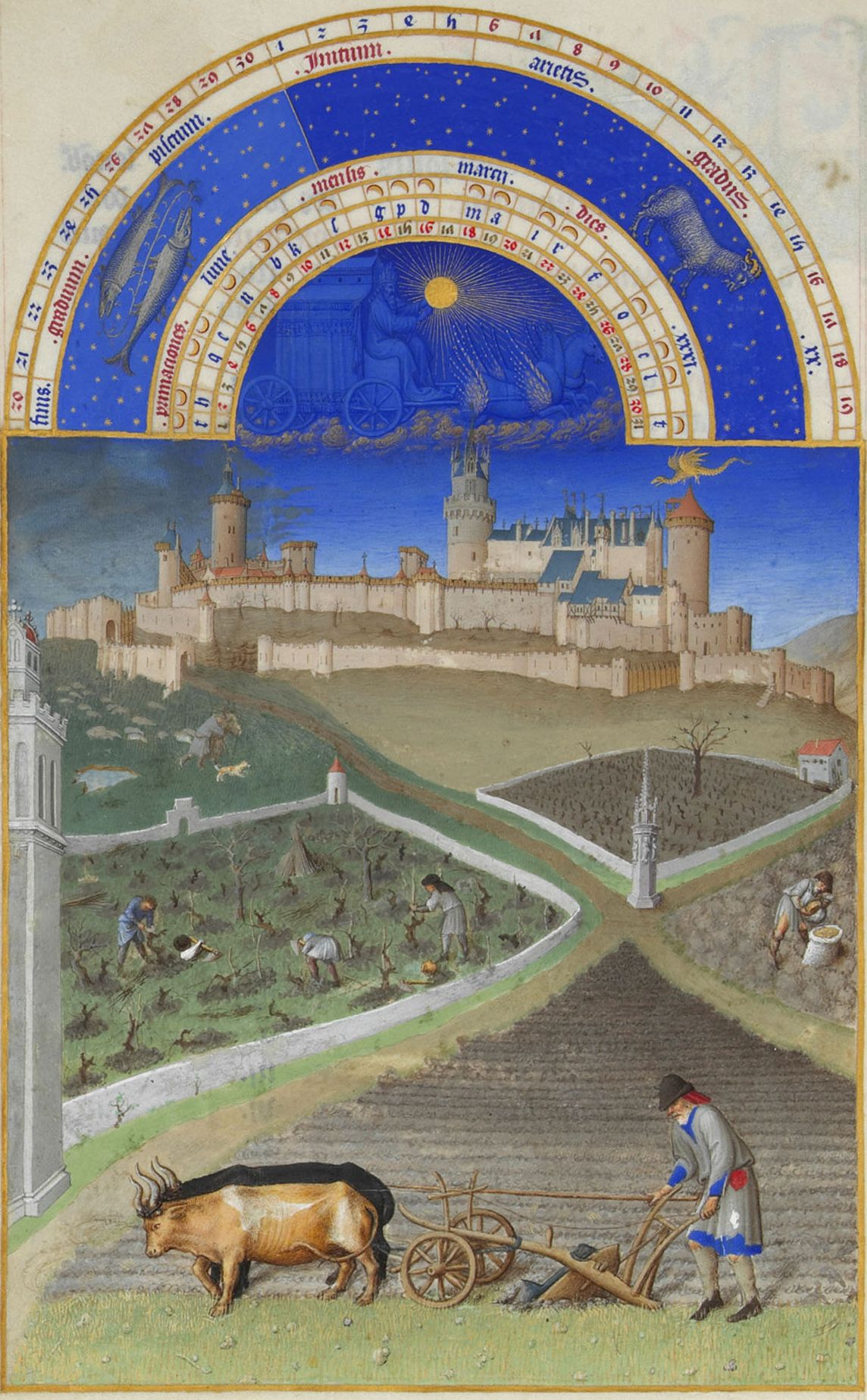
Mars, da Les très riches heures du duc de Berry

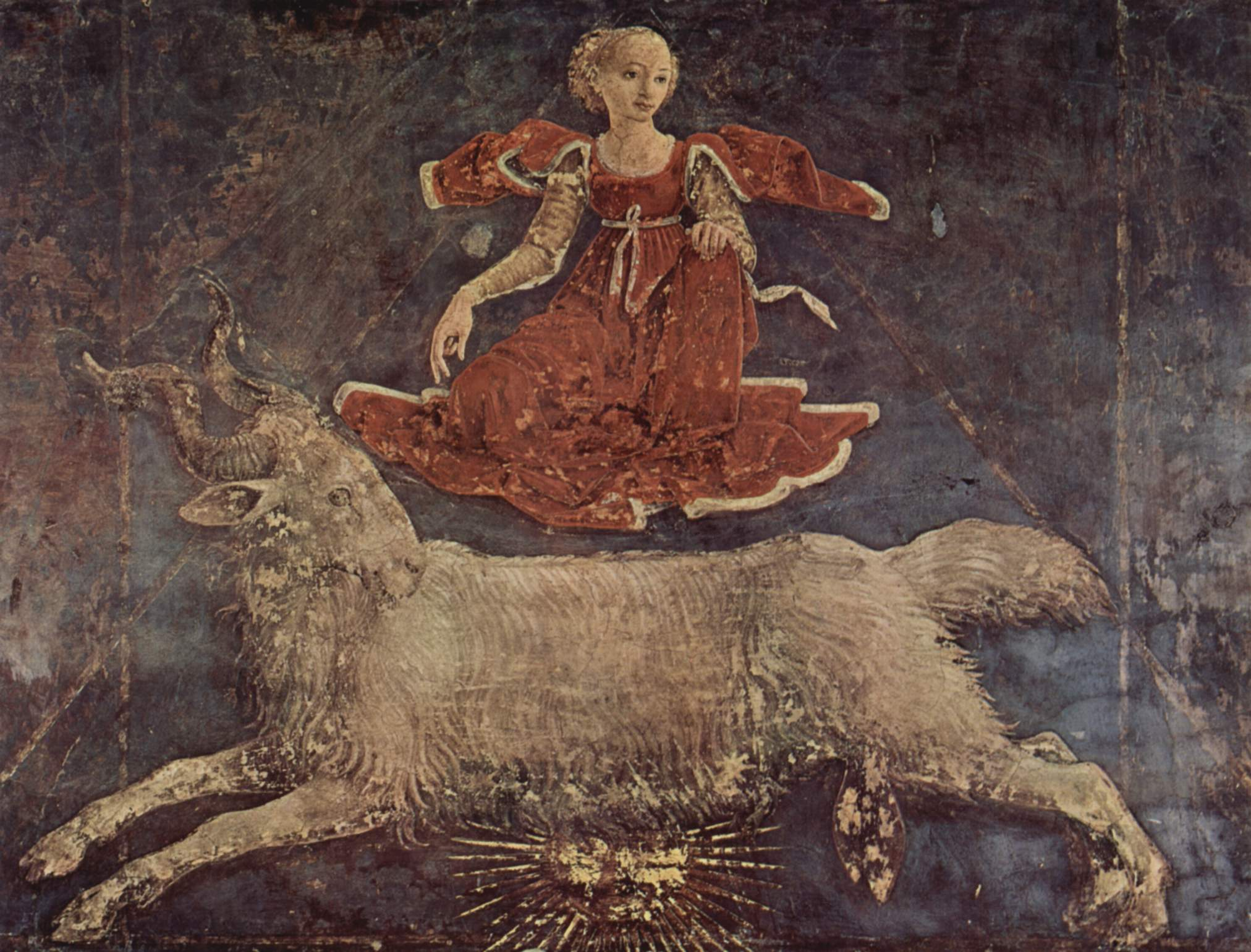
Marzo, di Francesco del Cossa, con la raffigurazione del simbolo astrologico dell'Ariete (salone dei Mesi di palazzo Schifanoia, Ferrara)

Marzo è il terzo mese dell'anno nel calendario gregoriano, conta 31 giorni e si colloca nella prima metà di un anno civile, tra i mesi di febbraio e aprile.
Marzo è il mese che segna il passaggio dall'inverno alla primavera e risulta contrapposto al mese di settembre.

## Storia
Il nome deriva dal latino Martius, in riferimento al fatto che il mese fosse dedicato al dio romano Marte: alla divinità erano attribuiti il raccolto primaverile e la guerra. Prima della riforma giuliana, era il mese con cui l'anno aveva inizio.

## Cultura
Secondo l'astrologia a inizio mese il sole è nei Pesci e dal 21 entra nell'Ariete, mentre astronomicamente il sole si trova nella costellazione dell'Aquario fino al giorno 11, per poi entrare nei Pesci.
Nell'immaginario collettivo, marzo è descritto come un mese «pazzo» che renderebbe le persone nate in questo periodo incostanti e volubili.
Tradizionalmente si dice sia un mese con clima molto variabile, da cui l'epiteto marzo pazzerello.

## Ricorrenze
L'ottavo giorno del mese si celebra la giornata internazionale della donna, più comunemente detta "festa della donna".
Il 19 ricorrenza della festa del papà, in coincidenza con l'onomastico di san Giuseppe.
Il 21 marzo è convenzionalmente la data dell'equinozio di primavera, sebbene il giorno esatto possa variare di anno in anno.
Le Idi di marzo, data dell'omicidio di Giulio Cesare, sono divenute una metafora per indicare un estremo attacco al potere.